# Frank Evensen
Frank Evensen (ur. 24 lipca 1962 w Tønsbergu) – norweski judoka. Olimpijczyk z Los Angeles 1984, gdzie zajął dziewiętnaste miejsce w wadze lekkiej.
Uczestnik mistrzostw świata w 1983 i 1987. Startował w Pucharze Świata w 1991. Trzykrotny medalista mistrzostw nordyckich. Zdobył dwa tytuły mistrza kraju.

## Letnie Igrzyska Olimpijskie 1984
| Konkurencja | Eliminacje         | Klas. końcowa |
| Konkurencja | Przeciwnik I       | Miejsce       |
| ----------- | ------------------ | ------------- |
| 71 kg       | Mike Swain (USA) P | 19.           |